# Eupithecia corticata
Eupithecia corticata is een vlinder uit de familie spanners (Geometridae). De wetenschappelijke naam van deze soort is voor het eerst geldig gepubliceerd in 1950 door Fletcher D. S..
De soort komt voor in tropisch Afrika.